# Grand Final 2013

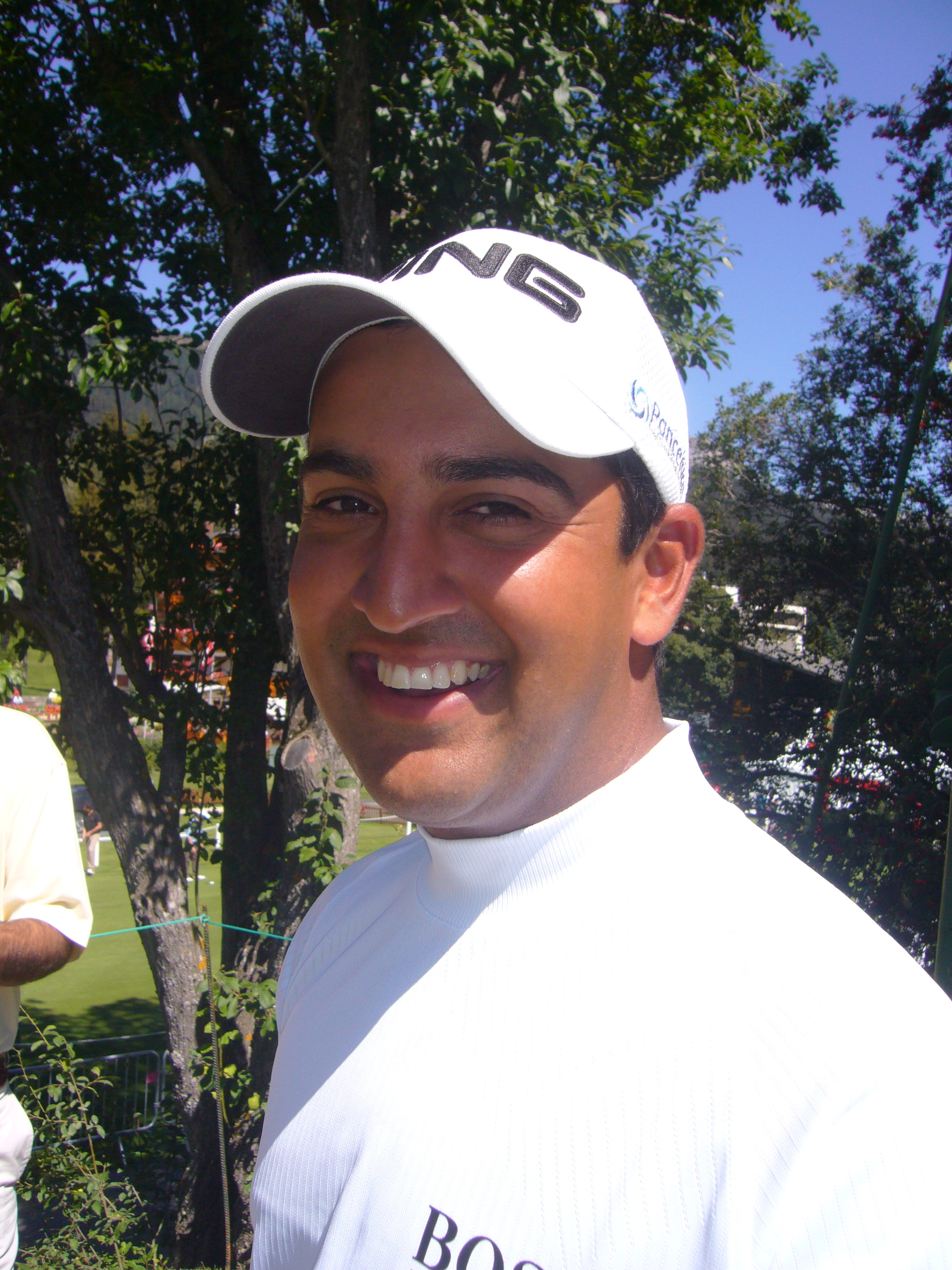
Shiv Kapur, winnaar 2013

De Grand Final (officieel Dubai Festival City Challenge Tour Grand Final hosted by Al Badia Golf Club) is het laatste toernooi van het seizoen van de Europese Challenge Tour. Het toernooi wordt in 2013 gespeeld van 31 oktober tot 3 november op de Al Badia Golf Club in Dubai. Het prijzengeld is € 3.300.000, waarvan de winnaar € 56.650 krijgt.
Na afloop van dit toernooi komt vast te staan wie de top 15 van de Order of Merit zijn en zij promoveren automatisch naar de Europese Tour van 2014.

## De baan
De Al Badia Golf Club is nog nooit gastheer geweest van een internationaal toernooi. De 18-holesgolfbaan werd ontworpen door Robert Trent Jones II en heeft veel water. Vanuit het futuristische en indrukwekkende clubhuis kijkt men uit over de 9de en 18de green naar een grote vijver waarin naast de negende green enkele watervallen zijn aangelegd.

## Verslag
De par van de baan is 72. Er doen 44 spelers mee.
Ronde 1
De 24-jarige Andrea Pavan staat nummer 1 op de Challenge Tour Ranking, mede doordat hij al twee overwinningen in 2013 behaalde, en weet al dat hij in 2014 op de Europese Tour zit. Hij speelde met Johan Carlsson (CTR 3) en Daan Huizing (CTR 4). Pavan eindigde op de eerste plaats naast Brinson Paolini, die alles op alles zet om nog in de top-15 te komen en naar de Europese Tour te promoveren. Wil Besseling en Tim Sluiter maakten beiden een ronde van 70 en eindigden op de 12de plaats, Huizing scoorde slecht.
Ronde 2
De spelers werden na ronde 1 opnieuw ingedeeld, zodat Pavan en Paolini samen in de laatste partij speelden. Pavan maakte weer een romde van 66 en bleef aan de leiding, Paolini zakte weg naar de 22ste plaats. De beste dagscore was van Steven Tiley die daarmee naar de 5de plaats steeg.
Ronde 3
Shiv Kapur kreeg een voorsprong van vier slagen op Wil Besseling, die na een mooie ronde van -4 op de 2de plaats kwam. Pavan sxoorde +3 naar bleef toch nog op de 3de plaats, samen met Jamie McLeary, Andrew McArthur en JF Lima.
Ronde 4
Wil Besseling en Shiv Kapur speelden samen in de laatste partij met Andrew McArthur. Besseling begon goed, hij stond na vier holes op -2 maar daarna ging het bergafwaarts.
Kapur, de nummer 200 op de wereldranglijst, won.
| Naam             | CTR | Score R1 | Score R1 | Nr  | Score R2 | Score R2 | Totaal | Nr  | Score R3 | Score R3 | Totaal | Nr  | Score R4 | Score R4 | Totaal | Nr  |
| ---------------- | --- | -------- | -------- | --- | -------- | -------- | ------ | --- | -------- | -------- | ------ | --- | -------- | -------- | ------ | --- |
| Shiv Kapur       | 20  | 69       | -3       | T7  | 66       | -6       | -9     | 2   | 67       | -5       | -14    | 1   | 70       | -2       | -16    | 1   |
| Jamie McLeary    | 33  | 68       | -4       | T3  | 70       | -2       | -6     | T5  | 69       | -3       | -9     | T3  | 69       | -3       | -12    | T2  |
| José-Filipe Lima | 7   | 70       | -2       | T12 | 66       | -6       | -8     | T3  | 71       | -1       | -9     | T3  | 69       | -3       | -12    | T2  |
| Edouard Dubois   | 27  | 68       | -4       | T3  | 72       | par      | -4     | T11 | 73       | +1       | -3     | T21 | 65       | -7       | -10    | T4  |
| Tyrrell Hatton   | 12  | 69       | -3       | T7  | 67       | -5       | -8     | T3  | 74       | +2       | -6     | T12 | 68       | -4       | -10    | T4  |
| Andrea Pavan     | 1   | 66       | -6       | T1  | 66       | -6       | -12    | 1   | 75       | +3       | -9     | T3  | 70       | -2       | -11    | T4  |
| Wil Besseling    | 42  | 70       | -2       | T12 | 68       | -4       | -6     | T5  | 68       | -4       | -10    | 2   | 74       | +2       | -8     | T11 |
| Brinson Paolini  | 29  | 66       | -6       | T1  | 77       | +5       | -1     | T22 | 67       | -5       | -6     | T12 | 71       | -1       | -7     | T15 |
| Steven Tiley     | 36  | 73       | +1       | T28 | 65       | -7       | -6     | T5  | 73       | +1       | -5     | T15 | 72       | par      | -5     | T20 |
| Tim Sluiter      | 28  | 70       | -2       | T12 | 71       | -1       | -3     | T18 | 75       | +3       | par    | T27 | 73       | +1       | +1     | T33 |
| Daan Huizing     | 4   | 76       | +4       | T41 | 73       | +1       | +5     | 40  | 72       | par      | +5     | T40 | 70       | -2       | +3     | T38 |

| Leider |  | Toernooirecord |  | MC = missed cut = cut gemist |  | DQ = disqualified |  | CTR = Challenge Tour Ranking |

Promotie naar de Europese Tour
De top 15 van de Challenge Tour Ranking promoveren naar de Europese Tour. Dit zijn:
1. Andrea Pavan
2. José-Filipe Lima
3. Brooks Koepka
4. Shiv Kapur
5. Johan Carlsson
6. Daan Huizing
7. Adrian Otaegui
8. Roope Kakko
9. Sihwan Kim
10. Tyrrell Hatton
11. Victor Riu
12. Robert Dinwiddie
13. François Calmels
14. Nacho Elvira
15. Jamie McLeary

## Spelers
Slechts 44 deelnemers:
| - Byeong-hun An - Phillip Archer - Wil Besseling - Lucas Bjerregaard - François Calmels - Johan Carlsson - Marco Crespi - Jens Dantorp - Rhys Davies - Robert Dinwiddie - Agustin Domingo | - Edouard Dubois - Jamie Elson - Nacho Elvira - Jens Fahrbring - Dylan Frittelli - Jordi García Pinto - Daniel Gaunt - Adam Gee - Julien Guerrier - Tyrrell Hatton - Daan Huizing | - Jeppe Huldahl - Daniel Im - Roope Kakko - Shiv Kapur - Lloyd Kennedy - Sihwan Kim - Niklas Lempke - José-Filipe Lima - Stuart Manley - Andrew McArthur - Jamie McLeary | - Thomas Nørret - Adrian Otaegui - Brinson Paolini - Andrea Pavan - Bernd Ritthammer - Victor Riu - Tim Sluiter - Duncan Stewart - Steven Tiley - Sam Walker - Oliver Wilson |